# Tapis du Fars
Le tapis du Fars est un type de tapis persan tissé par les tribus nomades du Fars. « Les savoir-faire traditionnels du tissage des tapis du Fars » ont été inscrits en 2010 sur la liste représentative du patrimoine culturel immatériel de l’humanité par l'UNESCO.

## Description
Les décors sont véritablement des décors exécutés par les nomades ; le dessin est simple et géométrique, réalisé selon un tracé linéaire et dans des couleurs très vives. Le motif principal est le losange, qu'on trouve seul ou reproduit trois fois ou plus dans le sens de la longueur.
La bordure est à bandes multiples, étroites, encadrant une bande plus large ornée de motifs évoquant la feuille de palmier et le pin.

## Tapis du Fars
Le tapis du Fars est un type de tapis persan traditionnellement tissé dans la province de Fars, au sud-ouest de l’Iran, dont Chiraz est le centre historique. Cette région possède une riche tradition de tissage de tapis, antérieure à l'installation des tribus Qashqai et marquée par une grande diversité culturelle et technique. Bien que les tapis Qashqai soient les plus connus, ils ne représentent qu'une partie de l’ensemble des tapis de Fars.

## Histoire et origine
Les racines de l’art du tapis dans la région du Fars remontent à des temps anciens, bien avant l’arrivée des tribus nomades. Les anciens habitants du plateau persan, appelés les Parsis, tissaient déjà des tapis, comme l’attestent les découvertes archéologiques et les vestiges architecturaux de la région. Cette tradition a été enrichie au fil des siècles, notamment par les femmes des tribus Qashqai, qui ont su allier la finesse de leur tissage à des motifs hérités de leurs migrations et échanges avec d’autres peuples.
Les plus anciens spécimens de tapis du Fars aujourd’hui conservés datent de moins de trois siècles. Toutefois, les sources historiques écrites attestent que cette région possédait déjà une tradition de tissage bien établie il y a plus de douze siècles. Le document le plus ancien mentionnant les tapis du Fars figure dans l’inventaire du trésor du calife abbasside Haroun al-Rachid, dressé après sa mort en 809 (193 de l’Hégire). Ce document répertorie notamment :
- mille tapis arméniens noués,
- trois cents tapis de la plaine de Mishan,
- cinq cents tapis de Tabaristan,
- et mille tapis de Darabgerd, une ville du Fars.

À la fin du Xe siècle, l’ouvrage en persan Hudud al-‘Alam ("Les frontières du monde", 982 ap. J.-C.) mentionne également les divers types de tapis produits au Fars, en distinguant bien les tapis noués (basât) des tissages plats tels que les zilu ou les gileem. Cela suggère une différenciation technique et qualitative des produits textiles de la région dès cette époque.

## Commerce et exportation
Aux XVIIIe et XIXe siècles (notamment dans les années 1780-1790), des rapports réguliers des marchands de la Compagnie des Indes orientales en poste à Boushehr — principal port d’exportation des tapis du Fars pendant près de deux siècles — témoignent de l’essor du commerce international de ces tapis.

## Technique et unité de mesure
Parmi les populations nomades du Fars, notamment chez les Qashqā’ī, le tissage reste une activité artisanale majeure. Ces tribus utilisent une unité de mesure traditionnelle appelée "qal" (قل), qui correspond à la distance entre le bout des doigts et le coude d’un tisseur, soit environ 50 centimètres. Ainsi, un tapis de "six qal" mesure approximativement 1,5 × 3 mètres, un format typiquement destiné à la vente, notamment dans les zones chaudes du sud de l’Iran.

## Reconnaissance internationale
Le savoir-faire lié au tissage des tapis dans la province du Fars a été reconnu comme patrimoine culturel immatériel de l’humanité par l’UNESCO, renforçant encore la position de cet art dans la mémoire collective iranienne et internationale.

## Caractéristiques techniques
Les tapis du Fars sont généralement tissés à la main sur des métiers horizontaux, adaptés au mode de vie nomade. Deux types de nœuds sont utilisés : le nœud persan (asymétrique), plus courant dans la région, et le nœud turc (symétrique). Les outils traditionnels comprennent le dafe (batte), les ciseaux et le couteau, utilisé en remplacement du crochet habituel dans les métiers verticaux.

## Motifs et styles
Les tapis du Fars présentent une variété de motifs géométriques, souvent sans médaillons ni écoinçons, et une structure de composition fondée sur des motifs répétés ou centrés. On observe fréquemment des compositions à trois ou six médaillons alignés, avec des bordures à trois ou sept bandes. Les couleurs sont généralement vives, bien que leur usage varie selon les groupes ethniques et les villages. Contrairement à une idée reçue, les tapis de Fars ne se réduisent pas aux gabbé — ces tapis à motifs simplifiés et à grandes plages colorées. Bien que le gabbé soit devenu un produit emblématique, notamment à des fins commerciales, il ne représente qu’une facette de l’art textile local.

## Diversité tribale et géographique
Outre les Qashqai, d’autres tribus comme les Khamseh, les Luri, les Afshar et divers tisseurs ruraux participent à cette tradition. Cette diversité rend parfois difficile l’attribution géographique précise des tapis. Cependant, tous partagent des traits stylistiques communs, témoins d’une tradition vivante, transmise oralement ou de maître à élève.

## Transmissions et usages
Les dessins ne sont souvent pas consignés par écrit mais transmis oralement ou visuellement. Contrairement à certaines idées reçues, la simplicité apparente des outils utilisés ne signifie pas une absence de planification ; les tisserands emploient des modèles mémorisés ou des instructions verbales précises pour créer leurs compositions.

## Le cas du gabbé
Le gabbé, tissage caractérisé par sa simplicité, sa densité moindre et ses grands aplats colorés, est l’une des expressions les plus répandues du tissage tribal du Fars. Son essor commercial, notamment à l’international, a renforcé son statut dans l’imaginaire collectif, au point que certains confondent à tort tapis du Fars et gabbé. Il est pourtant historiquement considéré comme un tissage plus modeste, bien que son esthétique minimaliste lui ait valu un regain d’intérêt au XXe siècle.

## Tapis qashqâïs du Fars
Les tapis qashqâïs sont l’un des exemples les plus emblématiques de l’art du tissage nomade en Iran, notamment dans la région du Fars. Cette province, située au sud-ouest du pays, est marquée par des reliefs montagneux au nord et à l’ouest, et par des plaines au sud. Ce contraste topographique offre un climat tempéré favorable à la vie nomade et aux transhumances saisonnières. Plus des deux tiers des terres du Fars sont occupés par des tribus, dont la plus importante est la tribu qashqâï.
Les Qashqâïs forment une confédération de plusieurs clans, notamment les Kashkoulis, les Darreh Shouris, les Cheshm-e Bolouki, les Safi Khanis, les Igedar Rahimis, les Gallehzans, les Farsi Madans et les Gholichs. Bien que tous ne pratiquent pas le tissage, les Kashkoulis et les Cheshm-e Boloukis sont réputés pour leur grande maîtrise artisanale. Leurs tapis sont généralement confectionnés avec une chaîne en laine, parfois en poil de chèvre, et sont noués selon des techniques variées.
La majorité des tapis qashqâïs sont à double trame et noués au nœud asymétrique (persan) ou symétrique (turc). Les trames sont souvent teintées en rouge ou en bleu. Contrairement à d’autres tribus comme les Khamseh, où le tissage est davantage commercialisé, les femmes qashqâïes abordent le tissage comme une tradition domestique et culturelle. Elles s’occupent elles-mêmes du lavage, du filage et de la teinture de la laine, sélectionnant soigneusement des couleurs vives et expressives comme le jaune doré, le rouge carmin, le vert ou le bleu.
Les Qashqâïs utilisent des métiers à tisser horizontaux transportables, qu’ils démontent et réinstallent à chaque déplacement. Le premier tapis tissé, appelé dastour, sert souvent de modèle pour les tapis suivants, bien que certains modèles soient tissés de mémoire. Contrairement aux tapis villageois du Fars qui ont connu des transformations stylistiques, les tapis qashqâïs conservent des méthodes de tissage traditionnelles et des motifs tribaux originaux. Parmi leurs productions figure le gabbeh, un tapis à poil long, tissé avec une laine plus douce et un nombre de trames plus élevé (parfois jusqu’à 8 à 10), ce qui lui confère une texture plus moelleuse.
Les motifs utilisés sont en grande majorité géométriques et stylisés. Certains chercheurs divisent les motifs qashqâïs en deux grandes catégories : les motifs traditionnels spontanés et les motifs organisés.
- Les motifs traditionnels spontanés sont tissés de manière intuitive, sans symétrie, et sont souvent réalisés par des tisserandes des clans Cheshm-e Bolouki, Heybat Lor, Arab Charpanlou, Rahimlou, Shakerlou, Khongosht ou Safi Khani.
- Les motifs organisés regroupent des compositions comme le motif régulier, le motif "moharramat" (rayures parallèles), le motif "afshan" (fleurs dispersées), le motif "mahi darham" (poisson enchevêtré), ainsi que des motifs boteh et floraux.

Les compositions des tapis qashqâïs présentent souvent un ou trois médaillons centraux (termedj) avec un médaillon supplémentaire dans chaque coin, ou bien une série de losanges ou de carrés inspirés des modèles bakhtiaris. On y trouve aussi fréquemment des alignements de boteh (motifs en forme de goutte) ou des figures géométriques répétées.
Les tapis qashqâïs se distinguent par une grande diversité de symboles et d’éléments décoratifs. On y retrouve notamment des motifs octogonaux, des fleurs à huit pétales, des formes géométriques variées, des représentations stylisées de paons, de chèvres, de gazelles, d’abeilles et d’oiseaux fantastiques. Ces éléments sont souvent intégrés de façon répétitive dans la composition.
Les tapis qashqâïs servent à la fois d’objet utilitaire et décoratif. Certains types de tapis longs (kenareh) sont utilisés comme couloirs ou bordures, tandis que des pompons colorés (manqouleh), confectionnés en laine teinte, sont souvent ajoutés pour orner les bords selon les saisons.

## Motifs et techniques de tissage dans les tapis qashqâïs[22]
Certains spécialistes de l’art textile classent les motifs des tapis qashqâïs en deux grandes catégories : les motifs traditionnels spontanés et les motifs organisés.
Les motifs traditionnels spontanés, tissés de manière intuitive, sont de nature essentiellement géométrique et évitent la symétrie. Ce style est particulièrement présent chez les tisserandes de la tribu des Cheshm-e Bolouki, notamment chez les sous-groupes Heybat Lor et Arab Charpanlou, ainsi que chez d’autres clans comme les Rahimlou, Shakerlou, Khongosht et Safi Khani. À l’inverse, les motifs organisés regroupent six styles distincts : les compositions régulières, les rayures parallèles (moharramat), les motifs floraux dispersés (afshan), les compositions mahi darham (poissons enchevêtrés), les motifs boteh (gouttes stylisées) et les dessins végétaux.
La structure décorative des tapis qashqâïs repose souvent sur un ou trois médaillons centraux (termedj), accompagnés de médaillons aux quatre coins. D’autres tapis adoptent une trame plus géométrique inspirée des Bakhtiaris, divisant le champ principal en plusieurs carrés. Certains conservent les motifs ancestraux constitués de rangées croisées de boteh. Les motifs octogonaux, les fleurs à huit pétales, les formes géométriques variées, les représentations stylisées de paons, de chèvres, de gazelles, d’abeilles et d’oiseaux imaginaires apparaissent fréquemment dans la composition, souvent de manière répétitive.
Les tapis du Fars sont réalisés selon deux techniques principales : le tissage "loulé" (enroulé) et le tissage "takht" (plat). Les tapis tissés à plat sont souples et flexibles, ce qui les empêche de rester bien plaqués au sol. Cette méthode est surtout utilisée par les tribus khamseh, tandis que les Qashqâïs privilégient largement le tissage enroulé, voire semi-enroulé. Certains sous-groupes comme les Bouli ne réalisent exclusivement que des tapis enroulés.
Traditionnellement, la chaîne et la trame des tapis anciens du Fars sont en laine filée à la main. Toutefois, la rareté croissante de cette laine et l’essor des fils industriels ont conduit à une utilisation généralisée de fils de coton, tant pour la chaîne (târ ou cheleh) que pour la trame (poud ou qarqâj). Ainsi, les tapis qashqâïs récents entièrement en laine sont devenus rares.
Les tapis et tapisseries du Fars comportent généralement deux trames, à l’exception des gabbehs, qui présentent à la fois une longue toison et plus de deux trames. Lorsqu’un tapis ne possède que deux trames tout en adoptant les motifs et le style des gabbehs, on parle alors de tapis-gabbeh, une imitation plus rigide et moins souple que le véritable gabbeh.
Une autre catégorie importante de textiles du Fars regroupe les tissus sans nœud, notamment les kilims et les jajims.
Dans la majorité des kilims du Fars, les trames colorées sont tissées selon une technique discontinue, ce qui crée de fines fentes entre les blocs de couleur. Toutefois, certains kilims lours utilisent une méthode différente, où les trames colorées sont enroulées autour des chaînes voisines, comblant ainsi les espaces et assurant une meilleure cohésion.
Les kilims qashqâïs comportent souvent de larges bordures en haut et en bas, appelées shabakeh-zani (réseau décoratif). Ces bordures, distinctes du champ principal, peuvent varier en largeur selon la taille du kilim et la finesse du tissage. Elles sont généralement ornées de bandes décoratives, comme les bandes Veni (shatranji) ou des frises en kilim, présentant des motifs pleins et vides en alternance. Les bandes Veni sont tissées selon une technique de broderie réversible à deux couches, offrant une inversion des couleurs entre les deux faces. Entre ces bandes ornementales, on trouve parfois de simples bandes monochromes ou des frises fines avec des motifs répétitifs en deux couleurs, utilisant le principe du positif/négatif. Les Lours du Fars, quant à eux, préfèrent des bandes étroites multicolores successives, insérant parfois aussi des bandes Veni dans les bordures.
Le jajim constitue un autre type de textile sans nœud caractéristique du Fars. Contrairement aux kilims, dont les chaînes sont dissimulées, les jajims révèlent leurs chaînes colorées et décoratives, parfois même combinées à des trames décoratives. Les motifs des jajims sont toujours verticaux, suivant le sens des chaînes, et les bandes sont généralement monochromes, sauf si des trames colorées sont utilisées, auquel cas apparaissent des motifs géométriques (carrés ou triangles) à deux couleurs. Les jajims sont tissés en deux bandes étroites, qui sont ensuite cousues verticalement pour former une pièce plus large.
Outre les kilims et les jajims, d’autres textiles sans nœud sont tissés de façon plus marginale dans la région. Parmi eux, on trouve le jajim à motifs complexes, réalisé selon la technique du poud-pichi (enroulement de trame), où des trames supplémentaires sont utilisées pour former des motifs décoratifs. On peut également citer le shirki mokammal, un textile orné sur l’endroit mais dont les fils de trame décoratifs pendent librement au revers, comme des franges. Ce type de tissage est pratiqué par les Arabes sédentarisés de Sar Chehan et les persanophones de la même région. Les motifs sont souvent composés d’un réseau complet de losanges multicolores, reprenant parfois des schémas similaires à ceux des tapis noués des tribus arabes.